# Anne-Madeleine de Conty d'Argencourt
Anne-Madeleine de Conty d'Argencourt est née en 1637, baptisée le 20 septembre 1641 à Montpellier et morte le 8 janvier 1718. Elle est l'une des maîtresses de Louis XIV. 
Elle lègue à sa mort son immeuble à Montpellier à l'Œuvre des Sœurs de la Miséricorde, dont elle était membre,.

## Biographie
Anne-Madeleine de Conty d’Argencourt, dite Mademoiselle de la Motte-Argencourt, est la fille de Pierre de Conty d'Argencourt (1587-1655) et de Madeleine de Chaumont de Bertichères († ap. 1638). Elle est baptisée quatre ans plus tard, le 20 septembre 1641 à Montpellier.
Elle est la fille d'honneur de la reine-mère Anne d'Autriche en remplacement de Mademoiselle de la Porte en 1657.  
Elle épouse, le 4 août 1671 , Gabriel de Grasset, seigneur de Farlet, conseiller à la cour des comptes, aides et finances de Montpellier. 
Selon Bussy-Rabutin, dans son Histoire amoureuse des Gaules, elle devient un temps la maîtresse du roi Louis XIV, en 1658. Mademoiselle raconte dans ses Mémoires que la passion du roi pour Mademoiselle de la Motte-Argencourt remonte à 1658, année où la mère de la jeune fille reçoit la Cour à Montpellier où elles habitent. Elle est ensuite la maîtresse de Jean-Baptiste Amador de Vignerot du Plessis, marquis de Richelieu (1632-1662), ce qui déplait au roi. Elle choisit de se retirer au couvent des Filles Sainte-Marie de Chaillot,. 
Elle est obligée de s’enfuir en Flandres avec Madame la comtesse de Soissons, Olympe Mancini, de laquelle elle est l'amie intime. Elles sont toutes deux impliquées dans l'Affaire des poisons.
Elle fait don par testament à la congrégation des Dames de la Miséricorde de son immeuble rue de la Monnaie de Montpellier afin de venir en aide aux malades. Son immeuble abrite l'actuelle Œuvre de la Miséricorde, dont la chapelle et la pharmacie sont classées Monuments Historiques depuis 2003.